# Ștefan Vodă (Călărași)
Ştefan Vodă é uma comuna romena localizada no distrito de Călăraşi, na região de Muntênia. A comuna possui uma área de 69,06 km² e sua população era de 2 459 habitantes segundo o censo de 2007.